# Карманос, Питер (младший)
Пи́тер «Пит» Карма́нос-мла́дший (англ. Peter «Pete» Karmanos Jr.; род. 11 марта 1943, Детройт, Мичиган, США) — американский бизнесмен и филантроп, владелец хоккейных клубов «Каролина Харрикейнз» (1994—2018, 2018—2021), «Флорида Эверблейдс» и «Плимут Уэйлерз» (1990—2015), а также, будучи инвестором в высокотехнологичный бизнес, сооснователь, CEO и председатель совета директоров софтверной компании «Compuware» (1973—2011), основатель и председатель совета директоров венчурной фирмы «MadDog Technology» (2014—н. в.) и др. Один из самых богатых американских греков.
Член Зала спортивной славы штата Мичиган (2010), Зала хоккейной славы США (2013) и Зала хоккейной славы (2015).
Активный деятель греческой общины США и диаспоры в целом. Член Ордена святого апостола Андрея (архонт ипомимнискон Вселенского Патриархата, 2015) и совета директоров Греко-американского фонда. В 2010 году был награждён Американо-греческим институтом. Лауреат Спортивной награды имени Харри Агганиса (1996) и член Зала спортивной славы AHEPA (2014).

## Биография
Самый старший из троих детей в семье греческих иммигрантов Питера и Фотини (Фэй) Карманос, владевших небольшим рестораном «Grand Lahser Hamburgers» (более известный как «Pete’s») в Детройте.
До начала учёбы в начальной школе не разговаривал на английском языке.
В 1961 году окончил среднюю школу имени Генри Форда в Детройте.
В 1973 году окончил Университет Уэйна. В этом же году совместно с Томасом Тиуесом и Алленом Каттингом учредил компанию по производству программного обеспечения «Compuware». В 1992—2013 годах — исполнительный председатель «Compuware».
В 1990 году создал хоккейный клуб «Detroit Compuware Ambassadors», просуществовавший до 1992 года.
Содействовал созданию Института рака имени Барбары-Энн Карманос (KCI) в Детройте. До 1995 года KCI носил название Мичиганский раковый фонд, и получил своё нынешнее название в память о бывшей супруге Карманоса, которая умерла от рака молочной железы в 1989 году. Общая сумма пожертвований Карманоса этому учреждению составляет более 60 млн долларов. KCI — крупнейшая сеть занимающихся изучением рака и медицинских учреждений в Мичигане, один из лучших онкологических центров США.
В 2017 году Питер и Даниалл Карманос пожертвовали 1 млн долларов Колледжу изобразительных искусств (CCS) в Детройте.
Финансирует молодёжные хоккейные программы в Мичигане.
11 января 2018 года сообщалось о том, что Карманос сохранил за собой обладание миноритарным пакетом акций «Каролина Харрикейнз» после того, как Томас Дандон стал мажоритарным владельцем команды.
Председатель совета директоров ряда компаний, включая «Lenderful» (2015—н. в.), «Resolute Building Intelligence» (2015—н. в.), «Deliver My Ride» (2016—н. в.) и «Maddog Professional Services» (2017—н. в.), генеральный партнёр и фондовый менеджер «Mad Dog Ventures», директор компаний «Worthington Industries» (1997—н. в.), «Adherex Technologies» (известна также как «Fennec Pharmaceuticals», 2004—2005), некоммерческой организации «Business Leaders for Michigan» (в прошлом) и др., член совета попечителей Детройтского медицинского центра.
Крупный благодетель Детройтской митрополии.
Почётный доктор Университета Уэйна.

## Личная жизнь
От брака с первой супругой Барбарой-Энн Карманос имеет троих детей. В браке со второй супругой, филантропом и активисткой Даниалл Карманос имеет сыновей Сократиса, Леонидаса, Спироса и Аристидиса. Даниалл Карманос является почётным доктором Греко-американского университета (2018).
Прихожанин греческой православной церкви Св. Николая в Трое (Мичиган).